# Richard Béringuier

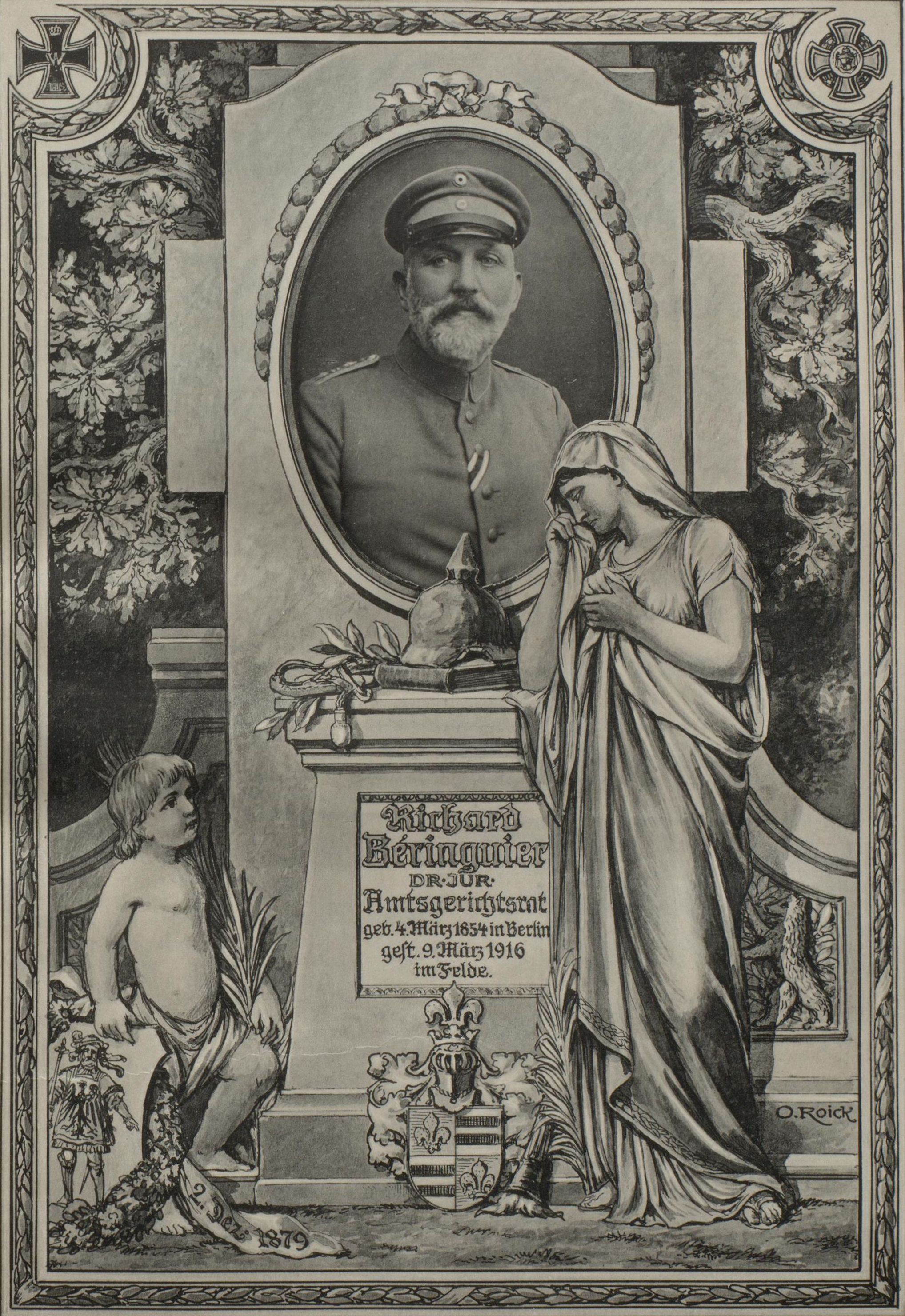
Schmuckblatt für Richard Béringuier

Richard Béringuier (* 4. März 1854 in Berlin; † 9. März 1916 in Russland) war Amtsrichter in Berlin und Mitgründer der Deutschen Hugenotten-Gesellschaft.

## Leben
Béringuier entstammte einer seit dem 18. Jahrhundert in Berlin ansässigen und angesehenen Hugenotten-Familie. Sein Urgroßvater Pierre Louis Béringuier (1748–1810) war Mitinhaber einer Spezerei- und Materialhandlung, Mitglied der Ältesten der Kaufmannschaft von der Materialhandlung und Stadtverordneter von Berlin.

Grabmal

Sein Vater Louis Béringuier führte von 1852 bis 1860 die von seinem Schwiegervater übernommene Landkartenhandlung Simon Schropp. Seine Mutter war Anna Béringuier, geb. Tuch.
Béringuier absolvierte das Friedrich-Wilhelms-Gymnasium und schloss dies mit Abitur ab. Schon während seiner Schulzeit besuchte er regelmäßig Veranstaltungen des Vereins für die Geschichte Berlins. 1875 begann er ein Jura-Studium. Später promovierte er.
Béringuier leistete seinen Militärdienst beim Garde-Kürassier-Regiment Kaiser Nikolaus I. von Russland (Brandenburgisches) Nr. 6 und wurde 1880 Leutnant der Reserve bei dem Brandenburgischen Train-Bataillon Nr. 3.
Er hielt ab 1876 mehr als 20 Vorträge für den Verein für die Geschichte Berlins, in dessen Vorstand er 1881 gewählt wurde. Im Jahre 1884 begründete er die „Mitteilungen des Vereins für die Geschichte Berlins“, die er bis 1891 redigierte. Der Beitritt Theodor Fontanes zum Verein 1885 ist in der Hauptsache Béringuier zu verdanken. Am 14. Januar 1899 wurde er zum Vorsitzenden des Vereins gewählt. Zusätzlich war er aktives Mitglied im heraldischen Verein „Herold“. Seit 1889 war er Mitglied der Akademie gemeinnütziger Wissenschaften zu Erfurt und 1890 Mitbegründer des Deutschen Hugenottenvereins. Im Gesamtverein der Deutschen Geschichts- und Altertumsvereine wirkte er von 1885 bis 1891 als Geschäftsführer und Herausgeber des Korrespondenzblattes. Zusätzlich war er stellvertretender Generalsekretär des Konsistoriums der Französischen Kirche.
Beruflich machte er sich einen Namen als Amtsrichter beim Königlichen Amtsgericht I in Berlin. Seit Herbst 1915 war er als Kriegsfreiwilliger Leiter eines Etappen-Pferde-Depots in Russland und starb 1916 unerwartet an einem Herzschlag. Der Geheime Kabinettsrat Rudolf von Valentini ließ eine Beileidsbekundung des Kaisers Wilhelm II. übersenden.
Am 17. März wurde er auf dem Französischen Kirchhof begraben unter militärischem Ehrengeleit. Der Grabstein trägt die Inschrift „Er starb im Osten als Held fürs Vaterland“.
Richard Béringuier war in erster Ehe mit Anna Béringuier, geb. Steffens († 1891) verheiratet, mit der er zwei Kinder hatte. In zweiter Ehe heiratete er Claire Béringuier, geb. La Quiante († 1896), mit der er zwei Kinder und eine totgeborene Tochter († 1893) hatte. Die dritte Frau, die er 1902 heiratete, hieß Therese (Thea) Béringuier, geb. Mittenzwei und verwitwete Beisiegel († in Pforzheim).

## Ehrungen
- Fidicin-Medaille in Silber des Vereins für die Geschichte Berlins (1885)[2]
- Ehrenmitglied Huguenot society of London
- Fontane-Plakette des Touristenklub für die Mark Brandenburg
- Portrait-Medaille auf die Person Richard Béringuier (Brustbild nach rechts, Avers, behelmtes Wappen, Revers; Durchmesser 97 mm), angefertigt 1902 von dem Mitglied des Vereins für die Geschichte Berlins Max v. Kawaczynski, Hofmedailleur des Herzogs von Sachsen-Coburg-Gotha[3]

## Werke
- Geschichte des Zoologischen Gartens in Berlin, Verlag Alfred Weile, Berlin 1887.
- Stammbäume der Mitglieder der Französischen Colonie in Berlin, Berlin: Verein für die Geschichte Berlins, 1885. Digitalisierung: Berlin: Zentral- und Landesbibliothek Berlin, 2018. URN urn:nbn:de:kobv:109-1-12908923
- Die Colonieliste von 1699 : rôle général des françois refugiez dans les estats de sa sérénité electorale de Brandenbourg, comme ils se sont trouvez au 31. décembre 1699., Berlin: Ernst Friedrich Mittler und Sohn, 1888. Digitalisierung: Berlin: Zentral- und Landesbibliothek Berlin, 2021. URN urn:nbn:de:kobv:109-1-15435960
- Die Rolande Deutschlands – Festschrift zur Feier des 25jährigen Bestehens des Vereins für die Geschichte Berlins am 28. Januar 1890 (= Schriften des Vereins für die Geschichte Berlins, Band 27), Berlin 1890. Digitalisierung: Berlin: Zentral- und Landesbibliothek Berlin, 2020. URN urn:nbn:de:kobv:109-1-15397885
- Ausführliche Beschreibung der Feierlichkeiten aus Anlass des 25jährigen Bestehens des Vereins für die Geschichte Berlins (= Schriften des Vereins für die Geschichte Berlins, Band 28), Berlin: Verlag des Vereins für die Geschichte Berlins. Berlin: Zentral- und Landesbibliothek Berlin, 2012. URN urn:nbn:de:kobv:109-opus-138652
- Persönliche Erinnerungen an Theodor Fontane, in: Ernst Friedel (Hg.): Groß Berliner Kalender 1914, Berlin 1913, S. 204–216.
- Persönliche Erinnerungen an Theodor Fontane (Nachtrag), in: Ernst Friedel (Hg.): Groß Berliner Kalender 1915, Berlin 1914, S. 237–240.